# إلينا فويتاس
إلينا فويتاس (بالبولندية: Alina Wojtas) مواليد 21 مارس 1987 في بولندا، هي لاعبة كرة يد بولندية تلعب كظهير أيسر. مثلت منتخب بولندا لكرة اليد للسيدات.

## سجل المنافسة
شاركت في البطولات التالية:
- بطولة العالم لكرة اليد للسيدات 2013
- بطولة أوروبا لكرة اليد للسيدات 2014

## روابط خارجية
- إلينا فويتاس على موقع الاتحاد الأوروبي لكرة اليد (الإنجليزية)